# Скерневице (депо)
Паровозное депо Скерневи́це  (пол.  Parowozownia Skierniewice) — паровозное депо, основанное в 1845 году в городе Скерневице, Польша.

## История
Паровозное депо Скерневице использовалось железной дорогой до начала 90-х годов XX столетия. В 1994 году депо было включено в реестр исторических памятников. В настоящее время депо находится в собственности Польского общества любителей железных дорог (PSMK).

## Музей
В настоящее время в депо находится музей, содержащий более 100 экспонатов железнодорожного парка с многочисленным железнодорожным оборудованием (семафоры, регулировочные устройства, устройства связи).
Музей находится по адресу Ловицкая улица 1. Музей открыт для посещения в летнее время каждую первую субботу месяца от мая до октября. Его также можно посещать во время специального «Открытого Дня Паровозного депо» и сентябрьского Скерневицкого Праздника Цветов, Плодов и Овощей . Посещение музея также возможно организованными экскурсиями в заранее согласованное время.

## Экспонаты
- Паровозы: 
  - Ty51-1;
  - TKi3-137;
  - Pd5 (13 1247);
  - Ty2-1407;
  - OKl27-10;
  - Ol49-4;
  - TKp-102, 6042 «Śląsk»;
  - TKh-2949 «Ferrum»;
  - Pt47-93;
  - TKt48-39;
  - TKb 10672;
  - HF 2239;
- Тепловозы (в т.ч. Ls40-4572, SP30-218);
- Электрические локомотивы, в том числе аккумуляторный AEG 1928 г.;
- Аккумуляторный вагон системы Виттфельда 1913 года;
- Дрезины;
- Пассажирские и багажные вагоны — главным образом конца XIX-начала XX вв. ;
- Вагоны товарные конца XIX в. и первой половины XX в.;
- Специальный парк (журавли, тендеры и т.п.).